# Matthias Wilkes

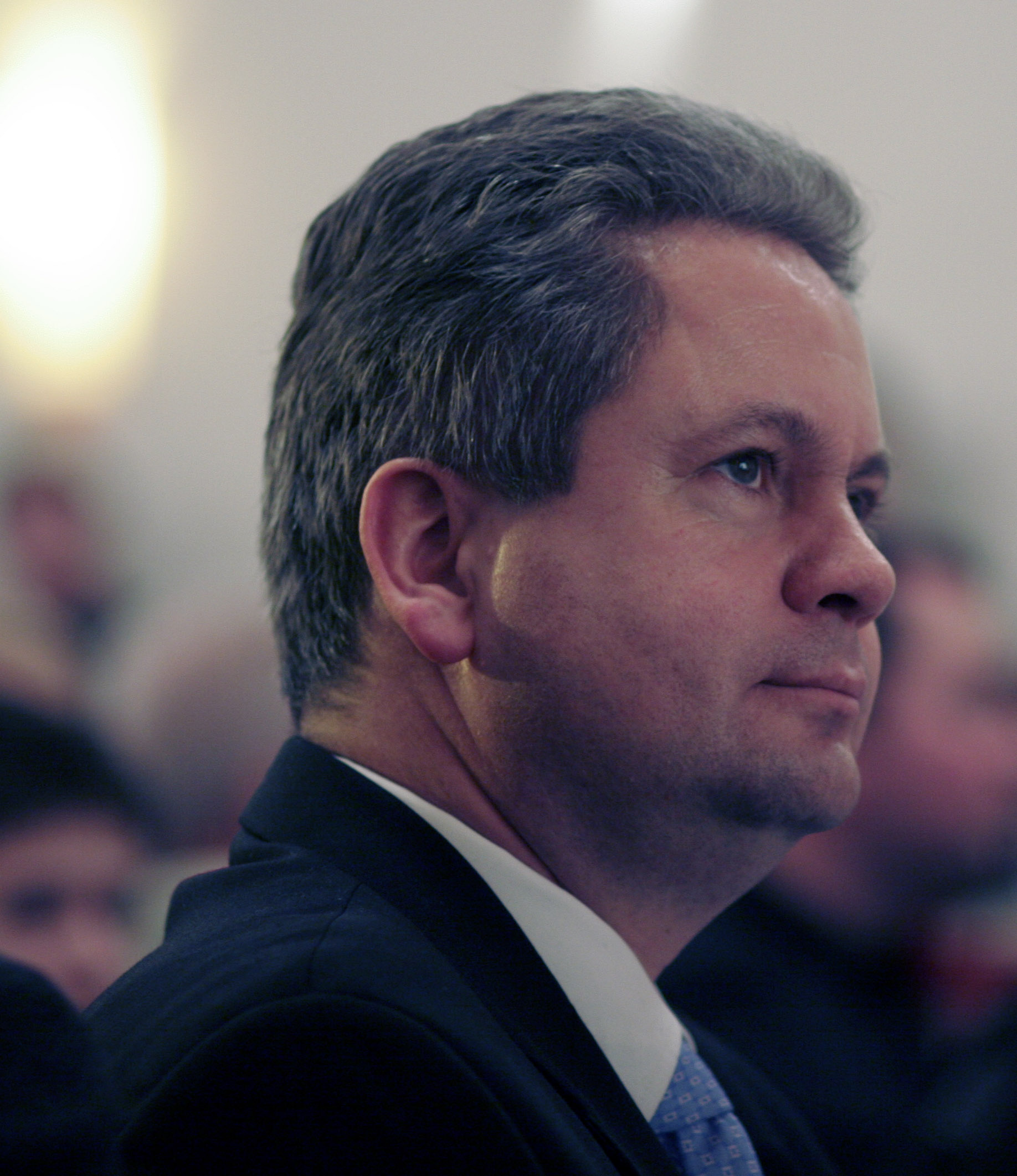
Matthias Wilkes (2008)

Matthias Wilkes (* 20. Oktober 1959 in Dortmund) ist ein deutscher Kommunalpolitiker der CDU. Vom 16. September 2003 bis zum 15. September 2015 war er Landrat des Landkreises Bergstraße in Hessen.

## Beruflicher Werdegang
Nach seinem Abitur 1979 war er bis 1981 bei der Bundeswehr. Im Anschluss daran studierte er bis 1988 Rechtswissenschaften als Stipendiat der Konrad-Adenauer-Stiftung. 1988 wurde er bei der Karl-Kübel-Stiftung eingestellt; zunächst als Assistent der Geschäftsführung und danach als Sonderbeauftragter für die Umschichtung des Immobilienvermögens. Danach wurde er Leiter der Immobilienabteilung und erhielt Prokura. 1991 wurde er zum Vorsitzenden des Vorstandes berufen. Ab 1995 war er Vorsitzender des Stiftungsrates. Nach seiner Wahl zum Landrat des Kreises Bergstraße gab er diese Tätigkeit 2003 auf.

## Politische Karriere
Wilkes war von 1989 bis 2003 Gemeindevertreter der Gemeinde Lautertal und zugleich von 1989 bis 1993 Mitglied des Ortsbeirates von Reichenbach. Der Gemeindevertretung Lautertal stand er 1993–2001 vor. 1993 wurde er in den Kreistag des Kreises Bergstraße gewählt, war von 1997 bis 2001 stellvertretender Fraktionsvorsitzender und bis 2003 Fraktionsvorsitzender der CDU-Kreistagsfraktion. 2003 wurde er Landrat des Kreises Bergstraße und 2009 mit 57,5 % der Stimmen wiedergewählt. Für eine erneute Kandidatur 2015 stand er nicht zur Verfügung.

## Ehrenämter
- Mitglied des Vorstands des Vereins Zukunft Metropolregion Rhein-Neckar[1]
- Mitglied im Landesvorstand der Paneuropa-Union Hessen
- Vorsitzender des Vereins der Altstipendiaten der Konrad-Adenauer-Stiftung e. V. (ASeV)